# Karel Sup
Karel Sup (27. ledna 1897, Velká nad Veličkou – 20. března 1973, Velká nad Veličkou) byl český malíř, grafik a učitel.

## Život
Karel Sup se narodil ve Velké nad Veličkou v rodině zemědělce Josefa Supa a jeho ženy Kateřiny rodem Čambalové. Karel byl nejstarším z pěti dětí. Rodiče dali všechny své děti studovat. Karel studoval Arcibiskupský seminář a gymnasium v Kroměříži, Reálné gymnasium ve Strážnici, Písemný kurz u Ferdinanda Matthiase Zerlachera ve Vídni za první světové války a Akademii výtvarných umění v Praze, kde studoval u Josefa Loukoty, Vlaho Bukovaca, Franze Thieleho a Jakuba Obrovského.
V době první světové války šel Karel Sup bojovat spolu se svým otcem a bratrem Josefem na italskou frontu. V této době se o celé hospodářství starali dva nejmladší bratři (zhruba ve věku 10, 11 let). Po návratu z války v roce 1918 pokračuje Karel ve studiu a stává se akademickým malířem, následně pedagogem.
Sup působil za svého života jako učitel na několika místech. V Jihlavě, Modře, Lučenci na Slovensku, Olomouci (odchod ze Slovenska vlivem politické situace v roce 1939) a znovu v Olomouci, kam se vrátil po činnosti v Kroměříži a Třebíči (působil jako učitel kreslení a matematiky na gymnáziu), a to po roce 1945, kdy pracuje v Horce na Moravě jako učitel kreslení. Roku 1958 odešel do důchodu a trvale se usídlil ve Velké nad Veličkou na Strážné Hůrce, kde se po zbytek života věnoval zejména malbě.

## Tvorba
V malbě se věnoval především krajině, portrétu a figuře nejčastěji s folklórními náměty. V jeho tvorbě dochází k zřejmému vývoji, který graduje od individualismu a samorostlého podání k preciznímu realismu a romantizaci námětů. Na tento vývoj měla samozřejmě vliv celá řada zahraničních studijních cest (Německo, Rakousko, Francie).
Karel Sup těžil z přírodních i lidových pramenů svého rodiště, folklorní motivy mu byli blízké, ať už sledujeme díla ryze horňáckých námětů, hanáckých (portrét Hanačka) či slovenských. Jeho práce se někdy vyznačuje jistou světelnou pasivitou, večerní krajiny, těžké nálady, dusno, napětí před bouří. Figurální motivy se věnují hudcům, tanečníkům, lidovým zvyklostem, jarmarkům a živému dění. Postupem času jasně postřehneme odklon od akademismu i ostatních vnějších vlivů, Sup se uzavírá a stahuje, malba ztrácí na dynamice, tahy štětce se navzájem rozmazávají a malba získává pastelový charakter s několika ostrými detaily, většinou drapérie. Supovým dílem se zabývali zejména jeho blízcí přátelé a autoři, kteří jej osobně znali (Mojmír Hanuš, Jindřich Uher, Jan Kříž).
Lidé, které Karel Sup výtvarně ovlivnil či přímo vyučil – Karel Benedík z Kozojídek (Benedíkova vila ve Veselí nad Moravou), František Cundrla ze Strážnice, Miloslav Dočkal z Bělkovic, Belžík a mnozí jiní.